# Stanislav Hurenko
Stanislav Ivánovich Hurenko (en ucraniano, Станісла́в Іва́нович Гуре́нко; en ruso, Станисла́в Ива́нович Гуре́нко, Stanislav Ivánovich Gurenko; 30 de mayo de 1936 – 14 de abril de 2013) fue un político soviético de origen ucraniano y miembro del Partido Comunista Soviético.
Mijaíl Gorbachov confió a Hurenko como Primer Secretario del Partido Comunista de la República Socialista Soviética de Ucrania el 23 de junio de 1990 para sustituir a Vladímir Ivashko. Renunció al cargo el 30 de agosto de 1991, cuando fracasó el intento de golpe de Estado en la Unión Soviética, por lo que las actividades del Partido Comunista de la RSS de Ucrania fueron prohibidas.
Posteriormente fue miembro del Rada Suprema tras el colapso de la Unión Soviética. Hurenko se retiraría y moriría el 14 de abril de 2013, a la edad de 76 años tras sufrir un cáncer.

## Biografía

### Primeros años
Gurenko nació el 30 de mayo de 1936 en Ilovaisk, en el seno de una familia de maestros. Se graduó en el Instituto Politécnico de Kiev. En 1958, comenzó a trabajar en una planta de construcción de maquinaria en Donetsk, y entre 1970 y 1976 fue director de la planta. En 1963, trabajó en el Instituto Politécnico de Donetsk como profesor titular. 

### Actividad política
Desde 1976, Gurenko comenzó a trabajar en puestos del partido y del gobierno, siendo primero secretario del Comité Regional de Donetsk. Entre 1980 y 1987, fue Vicepresidente del Consejo de Ministros de la República Socialista Soviética de Ucrania, y además fue presidente de la comisión estatal de Chernóbil en 1986. En 1987, comenzó a ocupar altos cargos de la república; siendo segundo secretario del Partido Comunista. De 1988 a 1991, además, fue diputado del Sóviet Supremo de la RSS de Ucrania y del Sóviet Supremo de la Unión Soviética.
El cargo más alto que obtuvo fue el de Primer Secretario del Partido Comunista de la RSS de Ucrania, el cual ocupó de 1990 a 1991, uniéndose además al Politburó del PCUS.
Después de la declaración de independencia ucraniana, Gurenko siguió trabajando en actividades políticas, siendo asesor del Partido Comunista de Ucrania, y diputado de la Rada Suprema hasta 1993. Volvió a ser diputado en 1998, formando parte de la facción comunista, y también fue presidente del Comité de Política Económica, Gestión de la Economía Nacional, Propiedad e Inversiones. Además de las actividades políticas, en el período de 1991 a 1998, Gurenko fue consultor científico en NVK Energia y subdirector de la empresa conjunta Navasco.
El 27 de diciembre de 2001, el Tribunal Constitucional levantó la prohibición de las actividades del Partido Comunista de Ucrania. El 25 de mayo de 2002, se llevó a cabo un congreso del partido restaurado, en el que, por sugerencia de Gurenko, se tomó la decisión de unirse al Partido Comunista de Ucrania (fundado en 1993) encabezado por Petro Symonenko.
Murió el 14 de abril de 2013, a causa de cáncer. Fue enterrado en el cementerio de Baikove en Kiev.

## Premios y condecoraciones
- Orden de la Revolución de Octubre (1986)
- 3 Órdenes de la Bandera Roja del Trabajo (1971, 1976, 1980)